# トゥデラのベンヤミン
トゥデラのベンヤミン（ヘブライ語: בִּנְיָמִין מִטּוּדֶלָה‎, 発音 [binjaˈmin mituˈdela]; アラビア語: بنيامين التطيلي, スペイン語: Benjamín de Tudela, 英語: Benjamin of Tudela、1130年頃 - 1173年）は、ユダヤ人のラビ。イベリア半島北部のナバラ王国トゥデラに生まれ、1165年から1173年に地中海周辺地域、西アジア、アフリカ北部を訪れ、カスティーリャ王国で没した。

## 評価
ベンヤミンはマルコ・ポーロに約100年間先行して地中海沿岸諸国を旅行し、12世紀の中近東史やユダヤ史についての貴重な資料を残した。12世紀のヨーロッパはイスラーム教世界とキリスト教世界が複雑に絡み合っており、ベンヤミンの旅行記はユダヤ人のディアスポラを知るための優れた書物である。ベンヤミンはユダヤ法と歴史学に長けており、ヘブライ語、アラム語、ラテン語を扱うことができた。中世の主要なユダヤ人地理学者・歴史学者に数えられている。ベンヤミンの旅行記はユダヤ人コミュニティの描写が優れているだけでなく、中世の地理や民俗に関する信頼性の高い情報源でもある。ベンヤミンは中世の日常生活を正確に描写しているとされている。

## 生涯

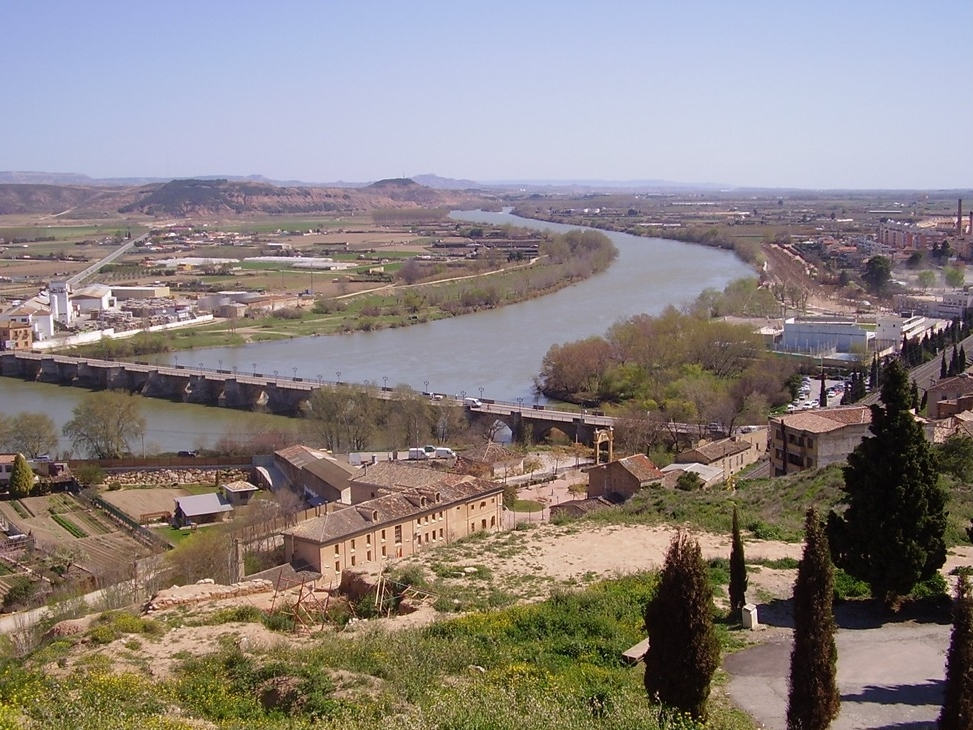
ユダヤ人街があったトゥデラとエブロ川

11世紀から13世紀のイスラーム圏では、地中海を取り囲むようにユダヤ人が点在しており、各地のユダヤ教徒を結ぶネットワークが形成されていたという。当時はムラービト朝とムワッヒド朝がユダヤ人を迫害しており、ソロモン・イブン・ガビーロールなどユダヤ人の知識人がパレスチナ巡礼を行っていた。終末論やメシア思想がユダヤ人の間に広まり、アブラハム・イブン・ダウードは1188年-1189年に終末が訪れると算定した。
1130年にナバラ王国のトゥデラ（現・スペイン・ナバラ州）に生まれたということ以外に、ベンヤミンの初期の経歴についてはあまり知られていない。1165年頃にイベリア半島北東部から旅行に出発した。商業目的の旅行、または聖地巡礼としての旅行、双方の可能性が示唆されている。この一方で、ユダヤ人や他の土地から弾圧を逃れてきた人々向けに、聖地までの旅行中にもてなしを受けることができる経路を記録した目録の作成を意図していた可能性もある。彼は（最短距離ではなく）「長い経路」を取り、頻繁に休み、人々と交流し、様々な場所を訪れ、居住者を描写し、訪れた町や国のユダヤ人人口を数えている。

### 旅程

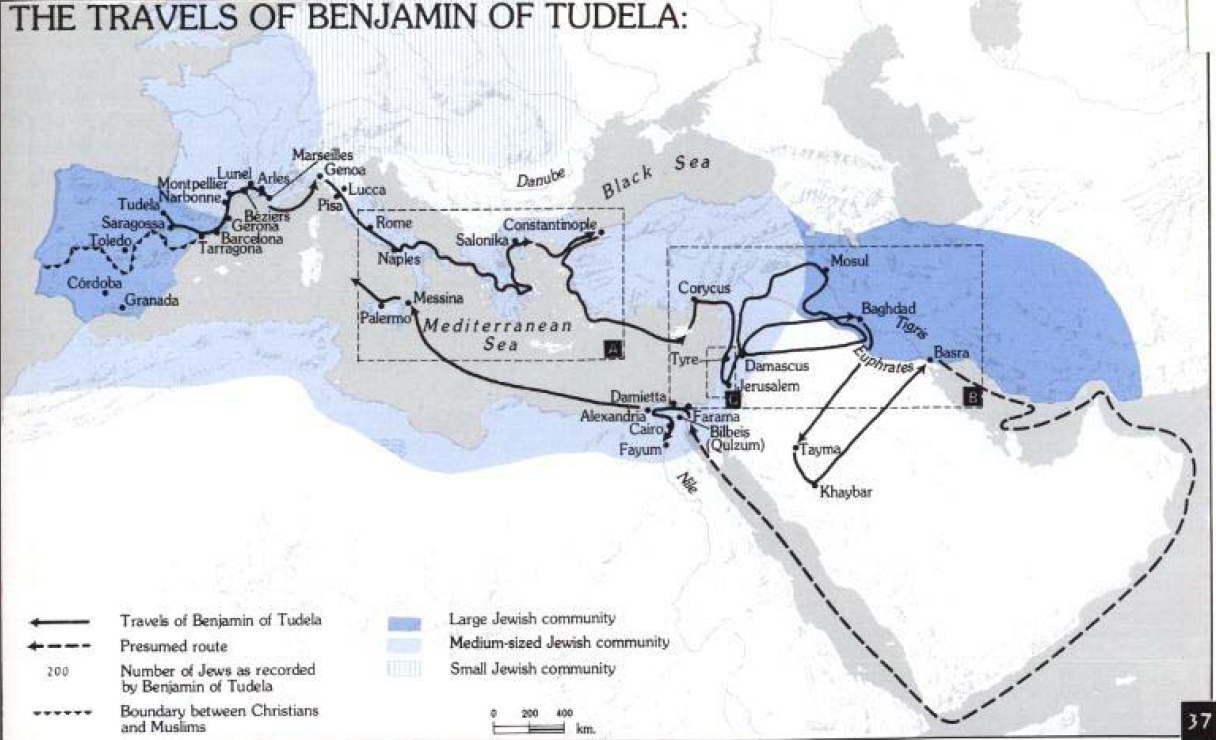
ベンヤミンの旅程

故郷であるトゥデラを出発して最初の目的地となったのは、アラゴン地方の主都サラゴサである。その後エブロ川谷を下り、カタルーニャ地方のタラゴナ、バルセロナ、ジローナを訪れた。地中海岸を北上してフランスに入り、マルセイユの港から船に乗り込んだ。今日のイタリアに相当するジェノヴァ、ルッカ、ピサに続いて、ローマを訪れた。続いてギリシャのコリント、テーバイ、サロニカを訪れ、海路でコンスタンティノープルまで足を運んだ後、サモス島、ロードス島、キプロス島を訪れた。ベンヤミンはローマ以後の各都市のユダヤ人人口を記録しており、ローマは200人、テーバイは2,000人、サロニカは500人などとなっている。キプロス島から乗船するとパレスチナでレバント地方に上陸し、アンテオケ、ベイルート、シドン、ティルス、アクレ、ハイファ、カイザリア、サマリア、ナブルスの各都市を回った。
エルサレムに到着した正確な年は定かでないが、一般的には第2回十字軍と第3回十字軍の合間の1167年であるとされている。エルサレムでは嘆きの壁やシオンの山を訪れ、シオン山にあるダビデやその後の諸王の墓にまつわる謎について言及している。ベンヤミンは、十字軍が支配していたエルサレムについてもっとも詳細な記録を残したユダヤ人とされている。
エルサレムの南にあるベツレヘムではラケル廟を見学し、ヘブロン、ベト・ジブリンでも族長らの墓を見学している。ラムラ、地中海岸のヤフォ（現・テルアビブ）、ヤブネ、アシュドッド、アシュケロン、ルッド、セフォリス、ティベリアとめぐった。その後には北メソポタミアからバグダードに達した。イラクでは今日のモースル郊外にある廃墟を訪れているが、ベンヤミンは古代都市ニネヴェの遺跡をもっとも早く正確に描写した人物である。ペルシアに赴いた後に向きを変えてアラビア半島を横断。エジプトと北アフリカを訪れ、1173年にイベリア半島に戻った。同年にカスティーリャ王国で没した。
旅程全体で300以上の都市を訪れており、ユダヤ人の歴史にとって重要な場所である古代ペルシアのスーサ、古代バビロニアのスーラ、同じくバビロニアのプンベディータなども訪れている。イスラームの大麻喫煙文化やシーア派イスマーイール派の暗殺教団(Al-Hashishin)などの文化の詳細を記録しており、西ヨーロッパに持ち込んでからは彼の手を越えて広まった。加えて、旅行中にはインドや中国などの情報を収集しており、インド南西部・マラバール海岸のクイロンに住んでいた「黒いユダヤ人」、北宋に生息していたとされる巨大な鷲などにも言及している。
ベンヤミンの数十年後には、神聖ローマ帝国のラティスボン（現・レーゲンスブルク）出身のラビであるラティスボンのペタヒアが、ベンヤミン同様に中東を旅行した。ペタヒアと同時期にはイベリア半島のコルドバ出身のモーシェ・ベン＝マイモーン（マイモニデス）もエルサレムなどパレスチナを旅した。

## 著作
ベンヤミンは旅先での体験を『トゥデラのベンヤミンの旅行記』(מסעות בנימין, Masa'ot Binyamin)にまとめた。この書籍はベンヤミンが訪れた国々を描写しており、特にユダヤ人コミュニティに重点を置いている。その町や国の総人口や、コミュニティの指導者名なども記録している。都市生活に重点を置き、その土地のユダヤ人と非ユダヤ人の慣習を描写している。重要な建築物や市場、街道沿いの地点やランドマークなどを詳細に描写している。歴史学者は一般的にベンヤミンを信頼できる情報源であるとしているが、一部の学者はベンヤミン以前の著作家の記述に依拠しているとしてベンヤミンを批判している。例えば、旧約聖書に登場するダンと新約聖書に登場するカエサレア・ピリピ、またPhilostorgius、Theodoret、Samuel ben Samsonなどの識別を誤っている。1990年-1991年にはユダヤ学者の関谷定夫がこの書籍の日本語訳を行っている。
ベンヤミンは旅行記をヘブライ語で執筆。まずはラテン語に翻訳され、後にはヨーロッパの主要言語の多くに翻訳された。死去から約400年後の1543年にオスマン帝国下のイスタンブール（コンスタンティノープル）で初めて出版され、1556年にはイタリアのフェラーラで異本が出版された。16世紀のルネサンス期にはベンヤミンの著作物が研究者から再評価された。現在イギリス・ロンドンの大英博物館やイタリア・ローマのカサナテンセ図書館にある異本を含めて、数多くの異本が存在する。1840年-1841年にはA・アシエルがロンドンで標準校訂本を出版し、1907年にはM・N・アドラーがロンドンで新校訂本を出版した。

### ユダヤ人人口

緑色=大規模なユダヤ人コミュニティ
黄色=中規模なユダヤ人コミュニティ

ベンヤミンの調査によると、彼が訪れた各都市のユダヤ人人口は以下の通りだった。当時の西アジアではイランやイラクでのユダヤ人人口が圧倒的であり、シリアにもかなり多くのユダヤ人が住んでいたが、エルサレムを含むパレスチナにはわずか1,200人程度しか住んでいなかった。
| - パレスチナ : 計1,210人 - ラムラ : 300人 - エルサレム : 200人 - アクレ : 200人など - シリア/レバノン/東南トルコ : 計15,211人 - アレッポ : 5,000人 - ダマスクス : 3,000人 - タドモル : 2,000人など - エジプト : 計7,000人 - カイロ : 7,000人 | - イラク/イラン : 計222,000人 - サマルカンド : 50,000人 - バグダード : 40,000人 - ハマダン : 30,000人 - イスファハーン : 15,000人 - ハトラ : 15,000人 - シーラーズ : 10,000人 - バスラ : 10,000人など |

出典 : 『トゥデラのベンヤミンの旅行記』

## 記念

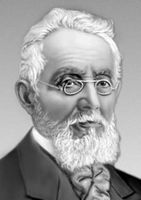
ベンヤミンに関する著作があるスフォリム

出生地であるスペイン・ナバラ州トゥデラには主要なユダヤ人街があり、通りのひとつにはベンヤミンの名が冠されている。イスラエルのエルサレムのレシャヴィア地区には「トゥデラのベンヤミン通り」（ベンヤミン・メツデラ通り）という通りがある。
19世紀のルーマニア人旅行家・著作家のJ・J・ベンヤミン（ベンヤミン2世）の名前の由来はトゥデラのベンヤミンである。19世紀のロシア系ユダヤ人著作家であるメンデレ・スフォリムは、1878年に代表作『ベンヤミン３世の放浪記』(Masoes Benyomen Hashlishi)を著した。この著作はユダヤ人版『ドン・キホーテ』のようなものであるとされており、トゥデラのベンヤミンの著作に触発されたものであることが明白である。
著名なイスラエル人詩人であるナタン・アルテルマンは、トゥデラのベンヤミンに関する詩を書いている。「黄金のエルサレム」の作曲で知られる作曲家のナオミ・シェメルはアルテルマンの詩に音楽を付けており、この曲はイスラエルのラジオでしばしば放送される。2005年にUri Shulevitzは書籍『トゥデラのベンヤミンの旅行記。12世紀の3大陸周遊記』を著している。

## 文献

### 日本語文献
- 嶋田, 英晴 (2013), “『聖書』にみるユダヤ教徒の生き残り戦略”, 西南学院大学神学論集 (西南学院大学) 49 (1):  71-120
- 関, 哲行 (2003), スペインのユダヤ人, 世界史リブレット, 山川出版社
- 関, 哲行 (2011), “中近世スペインの旅人たち ユダヤ人（ユダヤ教徒）、キリスト教徒、モリスコを例として”, 史學 (三田史学会) 80 (2・3):  222-226
- 関谷, 定夫 (1990), “トゥデラのベンヤミンの旅行記 (Masa’ot shel Rabi Binyamin) -1-”, 西南学院大学神学論集 (西南学院大学) 47 (2):  37-61
- 関谷, 定夫 (1991a), “トゥデラのベンヤミンの旅行記 (Masa’ot shel Rabi Binyamin) -2-”, 西南学院大学神学論集 (西南学院大学) 48 (2):  59-84
- 関谷, 定夫 (1991b), “トゥデラのベンヤミンの旅行記 (Masa’ot shel Rabi Binyamin) -3-”, 西南学院大学神学論集 (西南学院大学) 49 (1):  71-120
- 関谷, 定夫 (2003), 聖都エルサレム 5000年の歴史, 東洋書林

### 英語版の参考文献
- Kramer, Samuel Noah (1963). The Sumerians: Their History, Culture and Character. University of Chicago Press. p. 8. OCLC 399046
- Provan, Iain William; Long, V. Philips; Longman, Tremper (2003). A Biblical History of Israel. London: Westminster John Knox Press. pp. 181-183. ISBN 0-664-22090-8
- Shatzmiller, Joseph (1998). “Jews, Pilgrimage, and the Christian Cult of Saints: Benjamin of Tudela and His Contemporaries”. In Goffart, Walter A.; Murray, Alexander C.. After Rome's Fall: Narrators and Sources of Early Medieval History. Toronto: University of Toronto Press. pp. 337–347. ISBN 0-8020-0779-1
- Saulcy, Louis Félicien Joseph Caignart de; Warren, Edouard de (1854). Narrative of a Journey Round the Dead Sea, and in the Bible Lands; in 1850 and 1851. Including an Account of the Discovery of the Sites of Sodom and Gomorrah (second ed.). London: Parry and M'Millan. pp. 417-418. OCLC 797925862
- Wilson, John Francis (2004). Caesarea Philippi: Banias, the Lost City of Pan. I. B. Tauris. ISBN 1-85043-440-9

### その他の文献
- Komroff, Manuel; Carpini, Giovanni di Plano, abp. of Antivari; Ruysbroeck, Willem van; Odorico, da Pordenone; Benjamin, of Tudela (1928). Contemporaries of Marco Polo, consisting of the travel records to the eastern parts of the world of William of Rubruck (1253-1255); the journey of John of Pian de Carpini (1245-1247); the journal of Friar Odoric (1318-1330) & the oriental travels of Rabbi Benjamin of Tudela (1160-1173). New York: Boni & Liveright. OCLC 3974287
- Jewish Virtual Library: "Benjamin of Tudela."